# كرة بند (أنغالي)
کرة بند (بالفارسية: کره‌بند) هي قرية تقع في إيران في قسم أنغالي. يقدر عدد سكانها بـ 1,277 نسمة .